# Argumentum ad temperantiam
Argumentum ad Temperantiam (лат. дослівно «звернення до помірності») (також принцип золотої середини або принцип середнього шляху) — неформальна логічна хиба, що полягає в судженні, що правда мусить знаходитись десь посередині двох протилежних точок зору. Слід зазначити, що точка зору, що лежить посередині, власне може бути правдивою й часто так дійсно є, але аргументація, що певна точка зору є правдивою саме тому, що лежить посередині, є хибною. За суттю дана логічна хиба є протилежною до хиби виключеного третього.
Один із засновників дисидентського руху в СРСР, російський публіцист, вчений-нейрофізіолог, громадський та політичний діяч Володимир Буковський звертає увагу на те, що посередині між великою брехнею радянської пропаганди та істиною знаходиться власне брехня, і що буде помилкою шукати середину між інформацією та дезінформацією. Він зазначає, що люди плюралістичного Західного світу більш схильні допускатися такої помилки, тому що звикли вирішувати суперечки через знаходження компромісу та приймати альтернативні інтерпретації, що є відмінним від росіян, котрі нібито схильні шукати абсолютну істину.[джерело?]
Особа, що припускається цієї хиби, розглядає дві конкуруючі точки зору як дві крайні позиції в уявному континуумі поглядів і вважає, що ці крайні точки зору обов’язково хибні, а середня — обов’язково правильна. Проте дане судження не є коректним. Деколи лише дві крайні точки зору припустимі, а середня — виключена. Принцип золотої середини також призводить до абсурдної ситуації, коли середню точку зору, яка згідно з даним принципом вважається правдивою і якої було досягнуто, розглядаючи дві первісні точки зору, ми можемо розглядати як нову крайню точку і знову шукати правду посередині, повторно застосовуючи принцип золотої середини та «посуваючи» те, що вважаємо істиною, далі. В політиці описане лежить в основі теорії «вікна Овертона»[джерело?].

## Приклади
- «Дехто б сказав, що ціанідна кислота є смакотворною та необхідною речовиною в людському раціоні, але інші стверджують, що це є токсична та небезпечна субстанція. Правда є, мабуть, десь посередині.»
- «Той факт, що ти зустрічаєш людину, яка різко засуджує рабовласництво, та людину, яка з тією ж самою завзятістю рабовласництво виправдовує, анітрохи не свідчить на користь того, що правда має бути десь посередині.»